# Juegos Mundiales de Trasplantados
Los Juegos Mundiales de Trasplantados son un evento multideportivo en los que participan atletas de todo el mundo quienes han tenido un trasplante de órgano con éxito, organizados por la Federación Mundial de Trasplantes (WTGF) y bajo el patrocinio del Comité Olímpico Internacional.
El objetivo es aumentar la conciencia a nivel mundial de la importancia de la donación de órganos.
Los atletas compiten por género en rangos de edad. Y se organizan Juegos de Verano y Juegos de Invierno.
Dentro de los juegos de verano están los deportes como Atletismo, natación, tenis, tenis de mesa, bowling, petanca, voleibol, ciclismo, golf, squash. Todos deportes donde el contacto no este presente.
Los Juegos Mundiales para Trasplantados 2017 van a desarrollarse en España, más precisamente en la ciudad de Málaga. 

Versiones de verano anteriores:

2015 Argentina - Mar del Plata
2013 South Africa - Durban
2011 Sweden - Goteborg
2009 Australia - Gold Coast
2007 Tailandia - Bangkok
2005 Canadá - London (Ontorio) 
2003 France - Nancy
2001 Japan - Kobe
1999 Hungary - Budapest
1997 Australia - Sydney
1995 UK - Manchester
1993 Canadá - Vancouver
1991 Hungary - Budapest
1989 Singapur 
1987 Austria - Innsbruck
1984 Holland - Ámsterdam
1982 Greece - Athens
1980 USA - New York
1979 UK - Portsmouth 
1978 UK - Portsmouth
Versiones de invierno anteriores:

2014 France - La Chappelle d'Abondance
2012 Switzerland - Anzere
2010 France - Sainte Foy, Tarentaise
2008 Finland - Rovaniemi
2005 Poland - Zakopane (Nicholas Cup) 
2004 Italy - Bormio
2001 Switzerland - Nendaz
1999 USA - Snowbird, Utah
1996 France - Pra-Loup
1994 France - Tignes
- Datos: Q16585566